# Maya (program komputerowy)
Maya – pakiet do tworzenia grafiki i animacji trójwymiarowej. Jest jednym z podstawowych programów tego typu używanych przy tworzeniu efektów specjalnych w przemyśle filmowym. Może być również używany do tworzenia modeli do gier 3D, animacji flash i innych.
Maya przez wiele lat miała praktycznie monopol na tworzenie wyrafinowanych efektów specjalnych w filmie. Początkowo, ze względu na cenę (10000 USD), program nie był dostępny dla najmniejszych wytwórni filmowych.

## Możliwości
Oprócz standardowych możliwości w tej klasie programów jak modelowanie (siatki, powierzchnie sklejane, NURBS), nielinowa animacja, Maya umożliwia symulację takich zjawisk jak:
- ciecze
- gazy
- tkaniny
- włosy i sierść
- dynamika (kolizje obiektów, odkształcenia pod wpływem siły)

Posiada wewnętrzny język skryptowy (MEL), dzięki któremu można rozszerzać funkcjonalność programu. Otwarta architektura programu powoduje, że istnieje szereg produktów oferowanych przez niezależnych producentów, które dodają nowe możliwości do pakietu.

## Wersje
Początkowo dostępny tylko dla systemu operacyjnego IRIX dla stacji graficznych SGI.
Obecnie jest dostępny dla systemów operacyjnych:
Windows 7/10, GNU/Linux, OS X (wsparcie dla IRIXa wycofano wraz z wersją 6.5.1).
Obecnie Maya oferowana jest głównie w postaci samodzielnej subskrypcji lub jako część Media & Entertainment Collection. Ze względu na stosunkowo wysoką cenę Autodesk oferuje aplikację o nazwie Maya LT. W założeniu program ten jest przeznaczony jako tańsza alternatywa dla producentów gier komputerowych, których wymagania sprowadzają się głównie do modelowania 3D i animacji.

## Licencjonowanie[1]
W 2021 roku były dostępne 2 typy licencji:
- subskrypcja – płatność za używanie programu przez określony czas. Koszt 215 USD za 1 miesiąc, 1700 USD za rok lub 4590 USD za 3 lata,
- flex – umożliwia zakup licencji na krótsze nieciągłe okresy (minimum 1 dzień) bez przywiązania do komputera. Koszt za 1 dzień to 6 tokenów w cenie 3 USD za token.

## Historia
Maya została stworzona w roku 1998 przez firmę Alias|Wavefront. Na jej powstanie składają się doświadczenia dwóch firm Alias i Wavefront, które były pionierami w dziedzinie tworzenia grafiki trójwymiarowej i obróbki wideo. W roku 1995 firmy połączyły się jako Alias|Wavefront (kupione przez SGI). W roku 2003 firma zmieniła nazwę na prostszą Alias. 10 stycznia 2006 doszło do przejęcia firmy Alias przez konkurencyjny koncern Autodesk.